# تأثيرات النسوية على المجتمع
أحدثت الحركة النسوية تغييرًا في المجتمع الغربي، ويتضمن ذلك الحصول على حق المرأة في الاقتراع، وزيادة فرص الحصول على التعليم، والحصول على أجور متكافئة بالنسبة لأجور الرجال، ونيل الحق في بدء اتخاذ إجراءات الطلاق، واكتساب المرأة الحق في اتخاذ قرارات فردية بشأن الحمل (بما في ذلك الحصول على موانع الحمل وإجراء الإجهاض)، ونيل الحق في التملّك. يقول ستيفن بينكر، الأستاذ في علم النفس بجامعة هارفارد، أن الحركة النسوية قد قللت من العنف المنزلي، لا سيما ضد الرجال؛ إذ انخفض احتمال تعرضهم للقتل على يد الشريكة الحميمة بمعدل ست مرات.

## حقوق المرأة
منذ ستينيات القرن العشرين فصاعدًا، شنت حركة تحرير المرأة حملة من أجل حقوق المرأة، وقد تضمن ذلك المساواة في الأجور مع الرجال، والمساواة في الحقوق أمام القانون، والحرية في التخطيط لأسرتها. وقد أسفرت جهودهن عن نتائج متباينة. تشمل المسائل التي ترتبط عادة بمفاهيم حقوق المرأة، على سبيل المثال لا الحصر، الحق في السلامة الجسدية والاستقلال الذاتي، والحق في التصويت (الاقتراع العام)، والحق في تقلد المناصب العامة، والحق في العمل، والحق في الحصول على أجور عادلة أو أجور مساوية لأجور الرجال، والحق في التملك، والحق في التعليم، والحق في الخدمة العسكرية، والحق في إبرام عقود قانونية، والحق في التمتع بالحقوق الزوجية والوالدية والدينية. عملت النسويات على حماية النساء والفتيات من الاعتداءات الجنسية على الأطفال، متحدية الاعتقاد السابق بأن الفتيات هن من تسببن في ممارسة الرجال الجنس معهن حتى عندما كن صغيرات في السن.
في المملكة المتحدة، ارتفعت وتيرة الرأي العام المؤيد للمساواة القانونية، لا سيما أثناء الحركة الحديثة لتحرير المرأة (النسوية)، وذلك جزئيًا عبر توظيف المرأة على نطاق واسع في أداء الأدوار التقليدية للرجل خلال الحربين العالميتين. وبحلول ستينيات القرن العشرين، كان إعداد العملية التشريعية قيد الإجراء، وذلك عبر دراسة تقرير اللجنة المعنية بالمساواة في الأجر مقابل العمل المتساوي، وهو مشروع قانون أعده عضو البرلمان ويلي هاملتون، وعبر إنشاء مجلس معني بالتمييز على أساس الجنس، وعبر مشروع قانون السيدة سيير المتعلق بمكافحة التمييز على أساس الجنس، والورقة الخضراء الحكومية لعام 1973 حتى عام 1975، عندما بدأ نفاذ أول قانون بريطاني للتمييز على أساس الجنس، وقانون المساواة في الأجور، وعمل هيئة تكافؤ الفرص. وبتشجيع من حكومة المملكة المتحدة، سرعان ما اتبعت بلدان أخرى من بلدان السوق الأوروبية المشتركة حذوها؛ فتوصلت إلى اتفاق يضمن الإلغاء التدريجي للقوانين التمييزية في مختلف أنحاء المجتمع الأوروبي.
في الولايات المتحدة، أُنشئت المنظمة الوطنية للمرأة (إن أوه دابليو) في عام 1966 بهدف تحقيق المساواة لجميع النساء. كانت المنظمة الوطنية للمرأة إحدى المجموعات المهمة التي ناضلت من أجل تعديل الحقوق المتساوية (إي آر إيه). ينص هذا التعديل على أنه «لا يجوز إنكار المساواة في الحقوق أو إهمالها بموجب القانون من قبل الولايات المتحدة أو أي ولاية بناء على الجنس». وكان هناك خلاف بشأن كيفية فهم التعديل المقترح. إذ أعرب المؤيدون عن اعتقادهم بأن ذلك سيضمن المساواة في المعاملة للمرأة. ولكن أعرب المنتقدون عن خشيتهم من أن ذلك قد يحرم المرأة من حق الحصول على الدعم المالي من زوجها. فشل التعديل في عام 1982 بسبب عدم موافقة عدد كافٍ من الولايات عليه. وقد قُدمت العديد من تعديلات الحقوق المتساوية  في مجالس الكونغرس اللاحقة، ولكنها فشلت في الحصول على الموافقة. ومع ذلك، صدرت قوانين مختلفة للنهوض بحقوق المرأة، وإن كان ما يزال هناك العديد من المسائل التي لم تُحسم بعد.
في العقود الثلاثة الأخيرة من القرن العشرين، عرفت النساء الغربيات حرية جديدة من خلال الحركات المطالبة بتنظيم النسل، الأمر الذي مكن النساء من تخطيط حياتهن كبالغات، وهو ما يمهد الطريق لهن، في كثير من الأحيان، لتخطيط كل من الحياة المهنية والأسرية. بدأت هذه الحركة في عام 1910 في الولايات المتحدة على يد المصلحة الاجتماعية الرائدة مارغريت سانغر، وفي المملكة المتحدة وعلى مستوى العالم على يد ماري ستوبس.
ازداد في العقود الأخيرة نشر البيانات والدعوات ذات الصلة بالحقوق. وعلى سبيل المثال، يقدر تقرير الأمم المتحدة عن التنمية البشرية لعام 2004 أنه عندما يؤخذ في الاعتبار كل من العمل مدفوع الأجر والمهام المنزلية غير مدفوعة الأجر، فإن النتيجة هي أن النساء يعملن في المتوسط أكثر من الرجال. وفي المناطق الريفية للبلدان النامية المختارة، تعمل النساء ما يزيد عن نحو 20% في المتوسط بالنسبة لعمل الرجال، أو لنحو 102 دقيقة إضافية في اليوم. وفي بلدان منظمة التعاون الاقتصادي والتنمية التي شملتها الدراسة الاستقصائية، كانت النساء في المتوسط يؤدين أعمالًا تزيد بنسبة 5% بالنسبة للرجال، أو تعمل لنحو 20 دقيقة إضافية في اليوم عندما يؤخذ في الاعتبار حساب كل من العمل مدفوع الأجر والمهام المنزلية غير مدفوعة الأجر.

## القانون الدولي

### سيداو
تُعد اتفاقية القضاء على جميع أشكال التمييز ضد المرأة (سيداو) اتفاقية دولية اعتمدتها الجمعية العامة للأمم المتحدة. وصفت بأنها وثيقة دولية لحقوق المرأة، ودخلت حيز التنفيذ في 3 سبتمبر 1981. وافقت عدة دول على الاتفاقية رهنًا ببعض الإقرارات والتحفظات والاعتراضات. لم توافق كل من إيران، والسودان، والصومال، وقطر، وناورو، وبالاو، وتونغا، والولايات المتحدة على الاتفاقية. ومع انتظار تصويت مجلس الشيوخ الأمريكي، شجعت المنظمة الوطنية للمرأة قبل حدوث التصويت الرئيس أوباما على سحب التحفظات والاعتراضات التي أضافتها الولايات المتحدة في عام 2002. لا تحمي اتفاقية سيداو الرجال من أي شكل من أشكال التمييز.